# Halimah Yacob
Halimah binti Yacob (in arabo حليمة بنت يعقوب; Singapore, 23 agosto 1954) è una politica singaporiana, Presidente di Singapore dal 2017 al 2023.